# Stazione di Sakurajima
La stazione di Sakurajima (桜島駅?, Sakurajima-eki) è una stazione ferroviaria situata nel quartiere di Konohana-ku della città di Osaka nella prefettura omonima, in Giappone. La stazione è servita dalla linea Sakurajima della JR West, della quale è capolinea, ed è dotata di 2 binari in superficie. Al momento la stazione è il termine della linea, ma si prevede di estenderla fino alla stazione di Cosmosquare in futuro.

## Linee e servizi
JR West
■ Linea Sakurajima (linea Yumesaki)

## Struttura
La stazione è costituita da un marciapiede a isola centrale con due binari tronchi, in quanto questa è l'ultima stazione della linea Sakurajima.
| 1-2 | ■ Linea Sakurajima | per Nishikujō e Osaka |

## Stazioni adiacenti
| «                   | Servizio            | »                   |
| Linea JR Sakurajima | Linea JR Sakurajima | Linea JR Sakurajima |
| ------------------- | ------------------- | ------------------- |
| Universal City      | -                   | Capolinea           |